# Pictet (cráter)

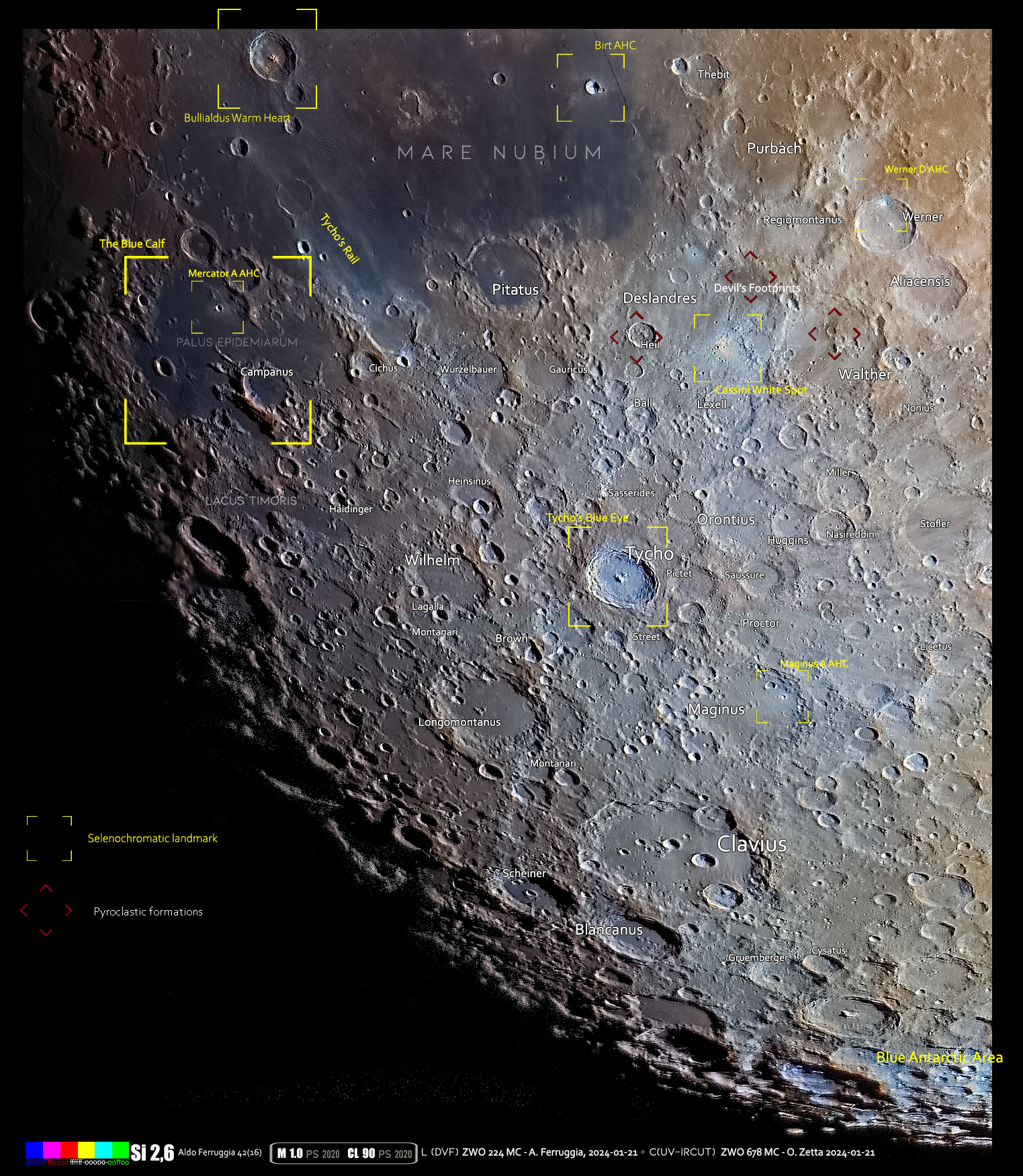
Área del cráter en formato selenocromático

Pictet es un cráter de impacto lunar localizado justo al este del cráter de mayor tamaño y más prominente Tycho. El sistema de marcas radiales de alto albedo y los materiales eyectados por Tycho se extienden a través de Pictet, sobrepasándolo hacia el este. Pictet es más antiguo que Tycho y muestra un cierto desgaste por los sucesivos impactos recibidos.
|  |

Pictet A, ligeramente más pequeño, invade ligeramente el cráter principal por su borde suroeste, con el cráter Pictet E, más grande, casi unido al borde norte. Al este se halla Saussure, y al noreste aparece una formación más grande y desgastada, el cráter Orontius.
M-A Pictet fue discípulo y posteriormente colega y amigo de Horace-Bénédict de Saussure.

## Cráteres satélite

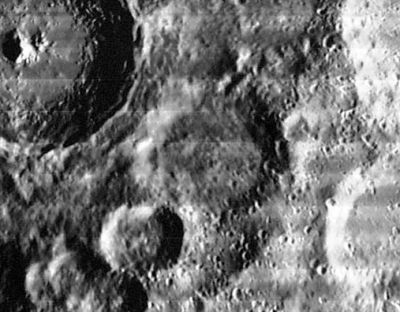
Otra imagen de la misión Lunar Orbiter 4

Por convención estos elementos son identificados en los mapas lunares poniendo la letra en el lado del punto medio del cráter que está más cercano a Pictet.
|        | \| Pictet \| Coordenadas \| Diámetro \| \| ------ \| ---------------------------- \| -------- \| \| A \| 45°00′S 7°54′O / -45.0, -7.9 \| 34 km \| \| C \| 42°42′S 7°42′O / -42.7, -7.7 \| 7 km \| \| D \| 46°00′S 9°00′O / -46.0, -9.0 \| 21 km \| \| E \| 41°18′S 7°42′O / -41.3, -7.7 \| 70 km \| \| F \| 42°48′S 6°18′O / -42.8, -6.3 \| 11 km \| \| N \| 41°30′S 8°06′O / -41.5, -8.1 \| 7 km \| |          |
| Pictet | Coordenadas | Diámetro |
| A      | 45°00′S 7°54′O / -45.0, -7.9 | 34 km    |
| C      | 42°42′S 7°42′O / -42.7, -7.7 | 7 km     |
| D      | 46°00′S 9°00′O / -46.0, -9.0 | 21 km    |
| E      | 41°18′S 7°42′O / -41.3, -7.7 | 70 km    |
| F      | 42°48′S 6°18′O / -42.8, -6.3 | 11 km    |
| N      | 41°30′S 8°06′O / -41.5, -8.1 | 7 km     |